# 2002 en bande dessinée
| Années de la bande dessinée : 1999 - 2000 - 2001 - 2002 - 2003 - 2004 - 2005    |
| Décennies de la bande dessinée : 1970 - 1980 - 1990 - 2000 - 2010 - 2020 - 2030 |

Cet article présente les faits marquants de l'année 2002 en bande dessinée.

## Évènements
- Janvier : Mickey Parade change de nom pour devenir Mickey Parade Géant.
- Du 24 au 27 janvier : 29e Festival international de la bande dessinée d'Angoulême : Festival d'Angoulême 2002
- Mars : 1re édition du festival de bande dessinée Dessinator à Saint-Hilaire-du-Harcouët.
- Les 13 et 14 avril : 9e Festival de bande dessinée de Perros-Guirec.
- Du 30 août au 1er septembre : 14e Festival de Solliès-Ville
- Les 14 et 15 septembre : 3e édition du Festival BD d'Arlon.

## Meilleures ventes en France
1. Titeuf Tome 9 : La loi du préau, par Zep chez Glénat : 892.000 exemplaires
2. Titeuf : Le Guide du Zizi sexuel, par Zep et Hélène Bruller : 395.200 exemplaires
3. XIII Tome 15 : Lâchez les chiens par Van Hamme et Vance chez Dargaud : 385.600 exemplaires
4. Largo Winch Tome 12 : Shadow par Van Hamme et Francq chez Dupuis : 362.000 exemplaires
5. Titeuf Tome 8 : Lâchez moi le slip !, par Zep chez Glénat : 295.100 exemplaires

## Nouveaux albums
Voir aussi : Albums de bande dessinée sortis en 2002

### Franco-belge
| Sortie      | Titre                                                                                          | Scénariste                       | Dessinateur                  | Coloriste         | Éditeur              |
| ----------- | ---------------------------------------------------------------------------------------------- | -------------------------------- | ---------------------------- | ----------------- | -------------------- |
| janvier     | Mâchefer Tome 1 : Une Huile en fuite                                                           | Fred Duval                       | Sébastien Vastra             |                   | Vents d'Ouest        |
| janvier     | Peter Pan Tome 5 : Crochet                                                                     | Régis Loisel                     |                              |                   | Vents d'Ouest        |
| février     | Lili Tome 17 : Lili en Espagne                                                                 | Paulette Blonay                  | Al Gérard                    |                   | Vents d'Ouest        |
| février     | Selen en bd Tome 26 : Pornostars                                                               | Giovanna Casotto                 |                              |                   | Vents d'Ouest        |
| février     | Anachron Tome 2 : Le Septième Capitaine                                                        | Thierry Cailleteau               | Joël Jurion                  |                   | Vents d'Ouest        |
| février     | Agapê                                                                                          | Kevin Hérault                    |                              |                   | Vents d'Ouest        |
| mars        | Bloodline Tome 4 : Entre les mondes                                                            | Ange                             | Arvo Valton, Alberto Varanda |                   | Vents d'Ouest        |
| avril       | Cotton Kid Tome 5 : La Septième femme de Geronimo                                              | Jean Léturgie                    | Pearce                       |                   | Vents d'Ouest        |
| avril       | Les Exploits de Yoyo - Intégrale                                                               | Yann                             | Frank Le Gall                |                   | Vents d'Ouest        |
| avril       | Selen en bd Contrôle de peau lisse                                                             | Giuseppe Manunta                 |                              |                   | Vents d'Ouest        |
| mai         | Célestin speculoos Tome 1 : Les Affreux                                                        | Yann                             | Denis Bodart                 |                   | Vents d'Ouest        |
| mai         | Malek Sliman Tome 3 : Recyclage                                                                | Bruno Falba                      | Richard Di Martino           |                   | Vents d'Ouest        |
| mai         | Psycho Park Tome 1 : Bienvenue à Liberty Meadows                                               | Frank Cho                        |                              |                   | Vents d'Ouest        |
| mai         | Algernon Woodcock Tome 1 : L'Œil Fé - première partie                                          | Mathieu Gallié                   | Guillaume Sorel              |                   | Delcourt             |
| juin        | Les Zélus Tome 2 : Ministrose                                                                  | Ferru                            | Nicoby                       |                   | Vents d'Ouest        |
| juin        | Lili Tome 18 : Lili en Périgord                                                                | Paulette Blonay                  | Al Gérard                    |                   | Vents d'Ouest        |
| juin        | Célestin Speculoos Tome 2 : Mai 68                                                             | Yann                             | Denis Bodart                 |                   | Vents d'Ouest        |
| juin        | Précis de bonne conduite                                                                       | Fane, Patrice Perna              |                              |                   | Vents d'Ouest        |
| juin        | Tower Tome 3 : Cavalier seul                                                                   | Sébastien Goethals               |                              |                   | Vents d'Ouest        |
| juillet     | Pandora Tome 2 : Les Flibustiers du grand fleuve                                               | Éric Stoffel                     | Thomas Allart                |                   | Vents d'Ouest        |
| juillet     | Xoco Tome 4 : Le Dragon et le tigre                                                            | Thomas Mosdi                     | Christophe Palma             |                   | Vents d'Ouest        |
| août        | Lomm Tome 1 : L'Arbre des volants                                                              | TBC                              |                              |                   | Vents d'Ouest        |
| août        | Polstar Tome 4 : La Meute                                                                      | Jean Léturgie                    | Simon Léturgie               |                   | Vents d'Ouest        |
| septembre   | Les Farfelingues Tome 2 : La Trompe à Neuneu                                                   | Régis Loisel                     | Pierre Guilmard              |                   | Vents d'Ouest        |
| septembre   | Jim Rester jeune à tout prix                                                                   | Jim                              |                              |                   | Vents d'Ouest        |
| septembre   | La Bd des copines Tome 1 : Séduction : le grand jeu                                            | Florent Massot, Philippe Robinet | Thierry Laudrain             |                   | Vents d'Ouest        |
| septembre   | Lili Tome 19 : Et le chien des Allendale                                                       | Paulette Blonay                  | Al Gérard                    |                   | Vents d'Ouest        |
| septembre   | Sboub Tome 2 : Permis de sbouber                                                               | Pierre Loyvet                    | Sébastien Floc'h             |                   | Vents d'Ouest        |
| septembre   | Lizina la sorcière Tome 1 : L'Enchanteur Lhommdor                                              | Michel Weykmans                  | Stéphane Dizier              |                   | Vents d'Ouest        |
| septembre   | Mâchefer Tome 2 : Le Désert des carcasses                                                      | Fred Duval                       | Sébastien Vastra             |                   | Vents d'Ouest        |
| 1er octobre | Les Aventures de Vick et Vicky - Tome 8 - Les Sorcières de Brocéliande 1re partie : La Légende | Bruno Bertin                     | Bruno Bertin                 | Studio Vicky      | Éditions P'tit Louis |
| octobre     | Krän Tome 5 : L'Invasion des envahisseurs                                                      | Éric Hérenguel                   |                              |                   | Vents d'Ouest        |
| octobre     | Darken Tome 2 : Camp - Oméga 9                                                                 | Igor Polouchine, Bernard Rastoin | Christophe Swal              |                   | Vents d'Ouest        |
| octobre     | L'Héritage des dieux Tome 3 : Ataraxie                                                         | Hervé Frehel, Mannisi            |                              |                   | Vents d'Ouest        |
| octobre     | Psycho Park Tome 2 : La Vengeance est un plat qui se mange froid                               | Frank Cho                        |                              |                   | Vents d'Ouest        |
| octobre     | Selen en bd Les Butineuses                                                                     | Giuseppe Manunta                 |                              |                   | Vents d'Ouest        |
| octobre     | Contes des Hautes Terres Tome 1 : La Longue Nuit                                               | Mathieu Gallié                   | Phil Castaza                 |                   | Delcourt             |
| novembre    | Le meilleur des pieds nickelés Tome 1                                                          | René Pellos                      |                              |                   | Vents d'Ouest        |
| novembre    | Chansons en bd : Léo Ferré                                                                     | Collectif                        |                              |                   | Vents d'Ouest        |
| novembre    | Les Contes du septième souffle — Tome 1 : Aohige                                               | Éric Adam                        | Hugues Micol                 |                   | Vents d'Ouest        |
| novembre    | Selen en bd Tome 29 : Sur le bout de la langue                                                 | Fernando Caretta                 |                              |                   | Vents d'Ouest        |
| novembre    | La Piste des ombres Tome 3 : Les Écorchés                                                      | Tiburce Oger                     |                              |                   | Vents d'Ouest        |
| novembre    | Alzéor Mondraggo Tome 2 : Le Prince rouge                                                      | Makyo                            | David Caryn                  |                   | Vents d'Ouest        |
| ?           | Carnet de bord, 1-10 décembre 2001                                                             | Lewis Trondheim                  | Lewis Trondheim              |                   | L'Association        |
| ?           | Carnet de bord, 22-28 janvier 2002 / 17-27 février 2002                                        | Lewis Trondheim                  | Lewis Trondheim              |                   | L'Association        |
| ?           | Les Carnets de Joann Sfar Tome 1 : Harmonica                                                   | Joann Sfar                       | Joann Sfar                   |                   | L'Association        |
| ?           | Carnet de bord, 10-19 avril 2002 / 11 juin-12 juillet 2002                                     | Lewis Trondheim                  | Lewis Trondheim              |                   | L'Association        |
| ?           | De cape et de crocs Tome 5 : Jean Sans Lune                                                    | Alain Ayroles                    | Jean-Luc Masbou              | Jean-Luc Masbou   | Delcourt             |
| ?           | Broderies                                                                                      | Marjane Satrapi                  | Marjane Satrapi              |                   | L'Association        |
| ?           | Persepolis Tome 3                                                                              | Marjane Satrapi                  | Marjane Satrapi              |                   | L'Association        |
| ?           | Le Livre du mont-vérité                                                                        | Jean-Christophe Menu             | Jean-Christophe Menu         |                   | L'Association        |
| ?           | Le Chat du rabbin Tome 1 : La Bar-Mitsva                                                       | Joann Sfar                       | Joann Sfar                   | Brigitte Findakly | Dargaud              |
| ?           | Le Chat du rabbin Tome 2 : Le Malka des lions                                                  | Joann Sfar                       | Joann Sfar                   | Brigitte Findakly | Dargaud              |
| août        | TNT en Amérique                                                                                | Jochen Gerner                    | Jochen Gerner                |                   | L'Ampoule            |

### Comics
| Sortie | Titre | Scénariste | Dessinateur | Coloriste | Éditeur |
| ------ | ----- | ---------- | ----------- | --------- | ------- |
|        |       |            |             |           |         |
|        |       |            |             |           |         |

### Mangas
| Sortie | Titre      | Scénariste        | Dessinateur       | Coloriste | Éditeur |
| ------ | ---------- | ----------------- | ----------------- | --------- | ------- |
| 9 mars | Naruto T.1 | Masashi Kishimoto | Masashi Kishimoto |           | Kana    |

## Décès
- 7 janvier : Tim
- 10 janvier : John Buscema, dessinateur de comics
- 11 janvier : Guy Mouminoux alias Dimitri, auteur de bédés, créateur de la série Le Goulag
- 24 janvier : Kurt Schaffenberger, dessinateur de comics
- 15 mars : Rand Holmes, dessinateur canadien
- 3 mai : Tom Sutton, auteur de comics
- 7 mai : Robert Kanigher, auteur de comics
- 16 mai : Dave Berg, auteur de comics
- 13 juin : Vincent Fago, scénariste et rédacteur en chef de comics
- 4 octobre : Guy Vidal
- 18 décembre : Mic Delinx, créateur de La Jungle en folie